# بلکنی، نورفک
بلکنی، نورفک (به انگلیسی: Blakeney, Norfolk) یک روستا و محله مدنی در بریتانیا است که در نورث نورفک واقع شده‌است. بلکنی ۹٫۹۰ کیلومتر مربع مساحت و ۸۰۱ نفر جمعیت دارد.